# 日興ビジネスシステムズ
日興ビジネスシステムズ株式会社（にっこうビジネスシステムズ、英称：Nikko Business Systems Co.,Ltd.）は、SMBC日興証券傘下の証券事務サービス会社。

## 概要
SMBC日興証券を中心とした金融機関に、証券事務サービスを提供するSMBC日興証券の100%子会社である。主に「口座開設・情報登録業務」「口座管理業務」「顧客宛発送代行業務」「相続手続きに関する業務」等の事務業務を受託・代行している。
2009年5月、三井住友フィナンシャルグループが、シティグループから日興コーディアル証券、日興シティグループ証券（現 シティグループ証券）の事業を取得したことに伴い、同年10月より、日興ビジネスシステムズの完全親会社は、シティグループから日興コーディアル証券（現　SMBC日興証券）へ異動し、三井住友フィナンシャルグループの傘下に入った。

## 沿革
- 1988年12月 - 日興證券株式会社の100％子会社として「日興ビジネスサービス株式会社」設立[3]
- 1996年4月 - 「日興證券ビジネスサービス株式会社」に商号変更[3]
- 1999年
  - 4月 - 「日興ビジネスシステムズ株式会社」に商号変更。「株式会社日興システムセンター（現　日興システムソリューションズ）」からシステム資産を含めた事業全体の営業譲渡を受ける[3][5]
  - 10月 - 富士通株式会社と日興證券株式会社が設立した「ファイナンシャル・ネットワーク・テクノロジーズ株式会社」に対し、システム関連業務を営業譲渡[3][5]
- 2009年10月 - 親会社の異動により「日興コーディアル証券株式会社」の100%子会社となる[3]